# 2001 elveszett világai
A 2001 elveszett világai (The Lost Worlds of 2001) Arthur C. Clarke angol író 1972-ben megjelent könyve, amely a 2001. Űrodisszeia című regény kísérőjeként jelent meg.
A könyv részben Clarke kulisszák mögötti feljegyzéseiből áll, amelyek a forgatókönyvírással (és átírással), valamint gyártási kérdésekkel kapcsolatosak. A könyv magját azonban a proto-regényből és egy korai forgatókönyvből vett részletek alkotják, amelyek nem kerültek be a végleges változatba. A kilövés előkészítésének alternatív helyszínei, az EVA jelenet, amelyben Frank Poole űrhajós eltűnik, és a HAL 9000 egységgel kapcsolatos különböző párbeszédek szerepelnek a bemutatott elemek és jelenetek között.
Szintén szerepel az eredeti 1948-as "Az őrszem" című novella, a film forgatókönyvének csírája.